# 대한민국 형법 제212조
대한민국 형법 제212조는 형법 제207조와 형법 제208조, 형법 제211조의 미수범의 처벌에 관한 형법 각칙의 조문이다. 외국인이 한국 밖에서 이 범죄를 저지르더라도 예외적으로 처벌하고 있다

## 조문
제212조 【미수범】 제207조, 제208조와 전조의 미수범은 처벌한다.

## 같이 보기
- 통화에 관한 죄

1. ↑  대한민국 형법 제5조(외국인의 국외범)